# بطنج المناقع
بطنج المناقع أو السطاقس الجرماني أو سطاقس المناقع هو عشب معمر مأكول يصل ارتفاعه إلى 80 سم. مهده أجزاء من أوراسية ولكن نُقل إلى أمريكة الشمالية.